# Gaiden

Gaiden (外伝) est un mot japonais en écriture romanisée qui signifie « histoire parallèle », utilisé pour désigner une anecdote ou une biographie complémentaire d'une personne,. Il est traduit par « side story » en anglais. Ce terme est couramment utilisé dans le domaine de la fiction japonaise populaire, pour faire référence à une œuvre publiée antérieurement, sans impliquer officiellement la notion de suite, ni de préquelle. Cependant, certaines créations titrées du suffixe ou préfixe gaiden sont des récits d'une même œuvre racontés dans la perspective d'un personnage différent, à la manière d'un flashback. Dans le domaine du jeu vidéo, l'usage de ce terme peut laisser entendre que le joueur pourrait trouver des éléments inattendus ou inédits dans une suite dont il connait déjà l'univers,.
Le terme voit de nombreuses applications dans l'univers du manga, mais aussi du jeu vidéo. Par exemple, Naruto Gaiden (Naruto Gaiden: Nanadaime Hokage to Akairo no Hanatsuzuk au Japon) est un manga sorti en 2018 en France,. Le manga intitulé Dragon Ball Gaiden édité par Shūeisha et réalisé par le mangaka Dragon Garô Lee est centré sur le personnage Yamcha, appartenant à l'univers Dragon Ball.
Mystic Quest (Seiken Densetsu: Final Fantasy Gaiden au Japon), jeu sorti en 1991, Fire Emblem Gaiden de la franchise Fire Emblem, sorti en 1992, ou Majora's Mask de la franchise The Legend of Zelda (intitulé Zelda Gaiden durant son développement) et sorti en 2000, sont des jeux dérivés proposant des histoires parallèles à des œuvres existantes. Par contre, Ninja Gaiden utilise bien le sens de gaiden pour « histoire parallèle », sans pour autant être dès le premier opus une suite de quelconque jeu déjà existant.